# 어린이 질병
어린이 질병(childhood disease)은 18~21세 이전에 증후화된 질병을 가리킨다.
어린이는 결코 성인을 작게 한 것이 아닌 존재로 그 내장의 구조나 기능에는 어른과는 대단히 다른 점이 많다는 것이 어린이 생리에 관한 연구가 진행됨에 따라 근년 밝혀졌다. 어린이에게는 어린이 특유의 병이 있고, 그러므로 특수한 취급방법이 필요하다는 것도 동시에 밝혀졌다.  어린이와 성인의 가장 큰 차이는, 어린이는 발육 도중에 있기 때문에 여러 가지 변화를 일으킨다는 것과 일생에 한 번은 아무래도 걸리지 않으면 안 되는 것으로서 한두 번 걸리면 면역이 되는 전염병이 수없이 많다는 것이다.  어린이의 신체는 성인에 비해서 비교적 머리가 크고, 성인이 7등신(七等身)에서 8등신인 데 비해 유아(幼兒)는 5등신, 그리고 유아(乳兒)는 4등신이다. 다시 만 1세아의 체중은 성인의 5분의 1 또는 6분의 1인데, 뇌의 무게는 성인의 6할에서 8할에 달하는 점 등도 성인의 축소가 아니라는 증명이 될 것이다.  신체의 여러 가지 작용에 대해서 보더라도, 외계에서 침입하는 세균·독물(毒物) 및 외상(外傷) 등 질병의 원인이 되는 것에 저항하여 작용하는 '생체방위반응(生體防衛反應)'의 힘도 유아기(乳兒期) 및 유아기(幼兒期)에는 성인에 비해서 뒤떨어져 있다. 어린이는 발육과정에서 이러한 상위(相違)가 차차 떨어져 가는 것이다. 갓난 신생아는 남녀 모두 체중은 대략 3kg 전후로서, 그것이 만 1년 이내에 대략 3배인 10kg까지 증가한다. 이 시기는 인간의 일생 중에서 가장 발육의 속도가 빠른 시기라 할 수 있다. 이어서 유아기(幼兒期)에서 초등학교 저학년인 아동기에 들어가면 신체의 발육속도는 일반적으로 침체해져 신장은 1년간에 1.5cm, 체중은 약 1.5kg-2kg 정도 발육을 하는 데 불과하다. 그러나 여자는 만 11세에서 13세, 남자는 12세에서 15세의 성적(性的) 성숙기에는 특히 두드러진 발육이 나타나서, 1년간에 신장은 7cm, 체중은 3kg 이상이나 증가한다.  이 연령을 지나면 발육속도는 서서히 감퇴되어 여자는 17, 8세, 남자는 20-25세에서 신체의 발육이 거의 정지된다.

## 아동기의 상해
학교에 통학하는 연령이 되면, 근년 증가일로를 달리고 있는 것은 사고에 의한 사상이다. 먼저 사망률이 가장 높은 것은 익사(溺死) 사고로서 바다나 강에 의한 것이 많고, 또한 농업용수가 많은 우리나라에서는 유아기부터 주의해서 어린이에게 물에 익숙하도록 할 필요가 있으며, 위험한 곳에 접근하지 못하게 하기 위한 방책 등을 완비하는 데도 유의해야 하겠다. 다음에 주지하는 바와 같이 교통사고도 현저히 증가하고 있다. 가정내에서의 각 연령에 따른 교통훈련은 중요한 가정교육의 하나이니 잊어서는 안 된다. 기타 아동기에는 외상·화상·유희에 의한 불의의 사고도 일어난다. 사고예방의 훈련, 부모들의 감시도 게을리해서는 안 된다.

## 중요 질병

### 체질에 의한 질병
유아기에서 아동기에 걸쳐 일어나는, 체질에 기인한 질병에는 소아천식과 자가중독증이 있다. 이것들은 발작적(發作的)으로 몇 번이고 일어나며, 1년에 몇 회 내지 몇십 회나 같은 증상이 반복되어 일어나는 것이다. 소아천식은 야간에 호흡곤란이나 심한 기침이 일어나는 것이 특징이며, 감기와 같은 발열은 없다. 또한 자가중독증은 처음에 갑작스런 구토가 계속되고, 때로는 토혈(吐血)하는 수도 있다. 발열하여 요중(尿中)에 특유한 아세톤체를 배출하기 때문에 그것으로 진단이 가능하다.  이 2가지의 병은 모두 2-3세부터 시작되어 7-8세, 그 이상이 되면 자연히 소실되어 버리는 경우가 많다. 소아천식의 원인으로서 근래 유전적 관계, 주거(住居)나 환경·기상적 인자, 그 밖에 식품이나 흡입물질도 검토하게끔 되었다. 최후의 경우는 보조진단으로서 피부반응이 사용된다. 가정내에서의 인간관계 조정(과잉보호 등에 대해서 검토한다)도 중요하다.  자가중독증의 본태(本態)에 대해서는 지금까지도 체질의 이상설·과민증설·대사장애설·내분비계통의 장애설 등 많은 학설을 주장하고 있으나, 아직 그 병인을 모두 밝히지 못한 것이 현실이다. 일반적으로 신경질적인 가정의 어린이에 많고, 감정적으로도 불안정한 경향이 나타난다. 발병의 유인(誘因)으로서는 감기·과식, 정신이나 육체의 과로를 들 수 있다.  구토의 지속기간은, 중증인 때는 8-10일이나 걸리며, 탈수증상이 되어 혼수상태에 빠지는 수도 있다. 구토가 멎으면 식욕이 나서 기분도 좋아지고 1주 전후로 치유된다. 근년에는 일반적으로 경한 증세를 나타내어서 이것 때문에 사망하는 일은 드물게 되었다.

### 선천적 이상
어린이의 선천적 질병으로는 다음과 같은 것이 있다.  (1) 유전에 의한 것 ― 부모·조부모 등으로부터의 유전에 의한다. 예컨대 혈우병(血友病) 등이 그 예이다.  (2) 배아(胚芽)의 시대에 얻는 것 ― 임신 초기의 약 4개월 간에 임부(姙婦)에 작용한 약품·방사능·외상 등에 의한 것으로, 사리드마이트 기형 등이 이에 속한다.  (3) 태아의 시대에 생긴 것 ― 임신 중기·말기의 임부가 질병에 걸림으로써 발생한다. 선천성 매독이 그 예이다.  (4) 분만시에 생긴 것 ― 외상이나 질식 등에 의한 것으로, 예컨대 분만성 뇌성마비 등이다.  이들 중 어느 한 경우라도 뇌·심장·신장 등의 내장에 이상 또는 기형이 생기는 수가 있으며, 예를 들면 선천성백치나 선천적 심장장애 같은 것으로 그 수가 적지 않다. 이것을 예방하는 데는 앞에서 말한 4가지의 원인을 가급적 피하는 길 외에는 방법이 없으며, 인신 중의 모체 건강에 잘 주의하고, 약의 사용을 바르게 하며, 분만의 이상을 피하도록 하는 일이 중요하다.

### 유아전염병
일생 동안에 한 번은 걸리는 전염병으로 대개 유아기에 이병(罹病)하여 면역이 되는 것에 홍역·백일해 및 볼거리(유행성이하선염) 등이 있다. 그 밖에 꼭 걸리는 것은 아니지만 디프테리아·성홍열·이질·유행성소아마비·뇌막염 등이 유유아기(乳幼兒期)에 많으며, 이들은 각각 특유한 증상을 나타내는 것이기 때문에 의사는 쉽게 발견할 수 있다.  디프테리아나 성홍열·이질 등에는 항균제가 잘 듣기 때문에 조기에 발견하여 치료를 받으면 된다. 홍역·볼거리에는 특효약은 없지만 성인의 혈청(血淸)을 사용하여 가볍게 치료하게 한다든지, 향균제로써 여병을 방지한다.  유아전염병의 대부분은 예방주사나 예방혈청이 유효하기 때문에 1년에서 3년 간격으로 잊지 말고 예방접종을 하여 발병을 방지할 필요가 있다.

### 영양부족 및 소화불량
과거 우리나라 유유아(乳幼兒) 사인(死因) 가운데에서 중요한 것의 하나가 이 질병이었다. 그러나 근래 영양법의 발달과 항균제의 진보에 의해서 많이 감소되고 있다. 이들 질병은 주로 포유영양(哺乳營養) 또는 인공영양에서 주는 방법이 나쁘기 때문에 생긴다든지, 때로는 전염병의 여병(餘病)이라든지, 드물게는 체질로 인하여 일어난다. 이병(罹病)하면 어린이의 발육이 늦어지며, 설사·구토 및 발열 등을 수반할 때도 있다.  치료로는 영양면에 주의하고, 원인을 찾아서 제거할 것과 항균제의 사용으로 여병을 방지하는 일이다.

### 어린이 류머티즘열
이 병도 근래 증가되고 있다. 5-15세 정도의 어린이에게 많고, 역시 치료가 늦어지면 심장장애 같은 평생 남을 여병을 수반하기 때문에 주의하지 않으면 안 된다. 증상으로는 열이 높아지고, 여러 가지 항균제나 해열제를 사용해도 별로 열이 내리지 않는다. 38-39도의 지속열을 수반하는 게 특징이다.  노인에게서 볼 수 있는 류머티즘과는 달라서 관절통을 수반하는 일은 극히 드물고, 혈침(血沈)·혈액검사에 의하면 조기에 발견할 수 있다. 스테로이드 호르몬에 의한 치료가 특효가 있다.

### 감기와 폐염
어린이에게 이환(罹患)되는 '감기' 가운데는 일생에 한 번은 아무래도 발병하여, 면역에 의하지 않으면 안 되는 바이러스 성(性) 감기가 20여 종류가 있는데, 예컨대 아데노이드 바이러스 감기·파라인플루엔자 감기 등이 그 예이다. 이것은 어린이에서 어린이로 비말전염(飛沫傳染)의 형태로 전염하며, 발열·기침·인후의 통증 등이 주된 증상이다.  특효약은 없으나 항균제를 사용하여 여병을 막고 안정하고 있으면 대개 며칠 안으로 자연히 치유된다.

### 유행성 신장염
최근 5-12세 정도의 소아에게서 이 병이 증가하고 있다. 진단이 늦어지면 반년에서 1년 정도나 와병하지 않으면 안 되기 때문에, 유아가 발열하면 잘 검뇨(檢尿)하여 조기에 발견하지 않으면 안 된다. 증상은 혈뇨(血尿)·부종 등이 나타나는 것이 특징이다. 식이요법·안정요법·향균제에 의해서 치료한다.

### 소아폐렴
이 병은 여러 가지 감기의 여병으로서 생기는 일이 많으며, 주된 증상은 고열과 호흡곤란인데, 사망률은 10-20%이다. X선사진 등을 찍어서 조기에 발견하여 항균제를 2, 3종 병용하면 회복된다.